# Anke Engelke
Anke Engelke, född 21 december 1965 i Montréal, Kanada, är en tysk komiker, skådespelare och röstskådespelare. 
Engelke medverkade som programledare för Eurovision Song Contest 2011 tillsammans med Judith Rakers och Stefan Raab.